# Piacenza Football Club 1986-1987
Questa voce raccoglie le informazioni sportive riguardanti il Piacenza Football Club nelle competizioni ufficiali della stagione 1986-1987.

## Stagione
Nella stagione 1986-1987 il Piacenza ha disputato e vinto il girone A del campionato di Serie C1 con 52 punti in classifica, staccando di due lunghezze il Padova e ottenendo, con gli stessi biancoscudati, la promozione in Serie B. Dopo due tentativi falliti per un'inezia il Piacenza di Leonardo Garilli e Battista Rota ritrova la Serie B. Nasce un Piacenza offensivo e spregiudicato, per questa stagione, con due punte effettive, Serioli e Simonetta ed un fantasista a tutto campo, Madonna. Il difensivista Titta Rota si prende la rivincita sui suoi detrattori: 52 punti e primo posto, 55 reti realizzate e miglior attacco del girone, tre giocatori in doppia cifra Armando Madonna 12 reti in campionato e 4 in Coppa Italia, Roberto Simonetta 11 reti e Gianfranco Serioli 10 centri in campionato. Mentre in difesa giganteggia Enzo Concina uno stopper con il vizio del gol, ne imbuca 6. Nell'ultima di campionato va in goal per la prima volta tra i professionisti Giuseppe Signori un diciottenne bergamasco molto promettente. Il Galleana torna ad essere un "fortino inespugnabile", su 17 incontri il Piacenza raccoglie 15 vittorie e 2 pareggi. Il 26 aprile il (2-2) interno con la Centese, interrompe una serie straordinaria di 23 vittorie consecutive biancorosse sul terreno amico, preambolo del ritorno in Serie B.
In Coppa Italia la squadra piacentina disputa, prima del campionato, l'ottavo girone di qualificazione, che promuove agli ottavi di finale il Verona e la Roma, raccogliendo una vittoria e tre pareggi. Nella Coppa Italia di Serie C il Piacenza entra in gioco nei sedicesimi di finale, avendo giocato la Coppa Italia nazionale, eliminando il Casale, poi negli ottavi viene eliminato dal Padova nel doppio confronto, ai tempi supplementari nella gara di ritorno.

## Rosa
| N. |                   | Ruolo | Calciatore            |
| -- | ----------------- | ----- | --------------------- |
|    | Italia (bandiera) | P     | Paolo Bordoni         |
|    | Italia (bandiera) | C     | Andrea Bottazzi       |
|    | Italia (bandiera) | D     | Giuseppe Casabianca   |
|    | Italia (bandiera) | D     | Ivano Comba           |
|    | Italia (bandiera) | D     | Enzo Concina          |
|    | Italia (bandiera) | C     | Giuseppe De Gradi     |
|    | Italia (bandiera) | D     | Stefano Fontana       |
|    | Italia (bandiera) | C     | Alessandro Imberti    |
|    | Italia (bandiera) | A     | Armando Madonna       |
|    | Italia (bandiera) | C     | Gian Paolo Manighetti |

| N. |                   | Ruolo | Calciatore               |
| -- | ----------------- | ----- | ------------------------ |
|    | Italia (bandiera) | A     | Tommaso Maurizi          |
|    | Italia (bandiera) | D     | Massimiliano Nardecchia  |
|    | Italia (bandiera) | P     | Luca Pellini             |
|    | Italia (bandiera) | C     | Alessandro Roccatagliata |
|    | Italia (bandiera) | A     | Gianfranco Serioli       |
|    | Italia (bandiera) | A     | Giuseppe Signori         |
|    | Italia (bandiera) | A     | Roberto Simonetta        |
|    | Italia (bandiera) | C     | Giancarlo Snidaro        |
|    | Italia (bandiera) | C     | Antonio Tessariol        |
|    | Italia (bandiera) | D     | Paolo Tomasoni           |

## Risultati

### Serie C1

#### Girone di andata
| Arbitro: | Telegrafo (Taranto) |

|                              |           |           |
| Madonna 10’ Serioli 45’, 50’ | Marcatori | 36’ Bardi |

| Arbitro: | Quartuccio (Torre Annunziata) |

|                |           |                |
| Spigarelli 57’ | Marcatori | 62’ Nardecchia |

| Arbitro: | Stafoggia (Pesaro) |

|                                                 |           |  |
| Brilli 7’ (aut.) Madonna 72’ (rig.) Serioli 86’ | Marcatori |  |

| Arbitro: | Conforti (Macerata) |

|  |           |               |
|  | Marcatori | 78’ Simonetta |

| Arbitro: | Fiorenza (Siena) |

|             |           |  |
| Concina 70’ | Marcatori |  |

| Arbitro: | Bruni (Arezzo) |

|                       |           |  |
| Nardecchia 64’ (aut.) | Marcatori |  |

| Arbitro: | Grechi (Milano) |

|                                                       |           |                            |
| Deogratias 46’ (aut.) Belluzzi 52’ (aut.) Snidaro 75’ | Marcatori | 77’ Mulinacci 85’ Lombardi |

| Arbitro: | Satariano (Palermo) |

|                       |           |             |
| Brescini 12’ Neri 77’ | Marcatori | 78’ Serioli |

| Arbitro: | Frattin (Castelfranco Veneto) |

|                                            |           |  |
| Serioli 15’ Roccatagliata 34’ Tomasoni 78’ | Marcatori |  |

| Arbitro: | Beschin (Legnago) |

|           |           |             |
| Scarpa 5’ | Marcatori | 52’ Fontana |

| Arbitro: | Fiorenza (Siena) |

|                                    |           |             |
| Madonna 26’, 30’ Roccatagliata 85’ | Marcatori | 16’ Mariani |

| Arbitro: | Ceccarini (Livorno) |

|                |           |  |
| Zamparutti 54’ | Marcatori |  |

| Arbitro: | Trentalange (Torino) |

|                                  |           |                  |
| Madonna 24’ (rig.) Simonetta 43’ | Marcatori | 78’ (rig.) Landi |

| Arbitro: | Calabretta (Catanzaro) |

|                    |           |             |
| Imberti 48’ (aut.) | Marcatori | 54’ Snidaro |

| Arbitro: | Grechi (Milano) |

|                    |           |              |
| Mezzini 88’ (rig.) | Marcatori | 74’ Tomasoni |

| Arbitro: | Ingargiola (Marsala) |

|                         |           |  |
| Serioli 19’ Concina 45’ | Marcatori |  |

| Arbitro: | Da Ros (Treviso) |

|               |           |                              |
| Cambiaghi 85’ | Marcatori | 83’ Serioli 89’ (aut.) Monti |

#### Girone di ritorno
| Arbitro: | Conforti (Macerata) |

|                                     |           |                                            |
| Tessariol 59’ (aut.) 65’, 88’ Bardi | Marcatori | 24’, 37’ Madonna 32’ Simonetta 80’ Concina |

| Arbitro: | Boemo (Cervignano del Friuli) |

|                    |           |          |
| Simonetta 31’, 57’ | Marcatori | 88’ Moro |

| Arbitro: | Arcovito (Messina) |

|             |           |  |
| Telesio 37’ | Marcatori |  |

| Arbitro: | Stafoggia (Pesaro) |

|                               |           |             |
| De Gradi 7’ Simonetta 7’, 59’ | Marcatori | 89’ Morucci |

| Arbitro: | Monni (Sassari) |

|  |           |                         |
|  | Marcatori | 45’ Serioli 55’ Madonna |

| Arbitro: | Bailo (Novi Ligure) |

|                         |           |              |
| Madonna 49’ Concina 75’ | Marcatori | 41’ Paradiso |

| Rimini 8 marzo 1987 24ª giornata | Rimini                        | 0 – 0 | Piacenza | Stadio Romeo Neri\| Arbitro: \| Quartuccio (Torre Annunziata) \| |
| Arbitro:                         | Quartuccio (Torre Annunziata) |       |          |                                                                  |

| Arbitro: | Mazzetti (Firenze) |

|              |           |  |
| Simonetta 8’ | Marcatori |  |

| Arbitro: | Bruni (Arezzo) |

|  |           |             |
|  | Marcatori | 41’ Concina |

| Arbitro: | Stafoggia (Pesaro) |

|               |           |  |
| Simonetta 61’ | Marcatori |  |

| Arbitro: | Calabretta (Catanzaro) |

|            |           |                          |
| Valigi 35’ | Marcatori | 5’ Simonetta 85’ Serioli |

| Arbitro: | Fiorenza (Siena) |

|                         |           |                                 |
| Concina 20’ Snidaro 57’ | Marcatori | 26’ (aut.) Signori 49’ Briaschi |

| Prato 3 maggio 1987 30ª giornata | Prato           | 0 – 0 | Piacenza | Stadio Lungobisenzio\| Arbitro: \| Monni (Sassari) \| |
| Arbitro:                         | Monni (Sassari) |       |          |                                                       |

| Arbitro: | Nicoletti (Agropoli) |

|                    |           |           |
| Madonna 10’ (rig.) | Marcatori | 72’ Salvi |

| Arbitro: | Gargiulo (Napoli) |

|             |           |  |
| Madonna 47’ | Marcatori |  |

| Arbitro: | Da Ros (Treviso) |

|                            |           |                                       |
| Baglieri 18’ Danelutti 46’ | Marcatori | 7’ Simonetta 38’ Tomasoni 85’ Serioli |

| Arbitro: | Telegrafo (Taranto) |

|                                |           |            |
| Signori 82’ Madonna 88’ (rig.) | Marcatori | 90’ Palese |

### Coppa Italia

#### Primo turno
| Arbitro: | Tarallo (Como) |

|                    |           |  |
| Madonna 23’ (rig.) | Marcatori |  |

| Arbitro: | Magni (Bergamo) |

|                         |           |                                              |
| Madonna 50’, 75’ (rig.) | Marcatori | 18’ Agostini 32’ (rig.), 43’ Boniek 76’ Oddi |

| Campobasso 31 agosto 1986 3ª giornata | Campobasso         | 0 – 0 | Piacenza | Stadio Vecchio Romagnoli\| Arbitro: \| Felicani (Bologna) \| |
| Arbitro:                              | Felicani (Bologna) |       |          |                                                              |

| Arbitro: | Frigerio (Milano) |

|             |           |              |
| Pacione 31’ | Marcatori | 60’ Tomasoni |

| Arbitro: | Acri (Novi Ligure) |

|                                      |           |                        |
| Madonna 23’ (rig.) Roccatagliata 45’ | Marcatori | 12’ Boccia 73’ Vinceti |

### Coppa Italia Serie C
| Casale Monferrato 7 gennaio 1987 Sedicesimi di finale - Andata | Casale             | 0 – 0 | Piacenza | Stadio Natale Palli\| Arbitro: \| Pegoretti (Trento) \| |
| Arbitro:                                                       | Pegoretti (Trento) |       |          |                                                         |

| Arbitro: | Scaramuzza (Mestre) |

|                                        |           |               |
| Snidaro 8’, 28’, 76’ Caputo 60’ (aut.) | Marcatori | 12’ Melchiori |

| Arbitro: | Calabretta (Catanzaro) |

|             |           |  |
| Snidaro 19’ | Marcatori |  |

| Arbitro: | Cucchiara (Bari) |

|                    |           |  |
| Gibellini 41’, 92’ | Marcatori |  |